# Anni 750
Gli anni 750 sono il decennio che comprende gli anni dal 750 al 759 inclusi.

## Eventi, invenzioni e scoperte

### Europa

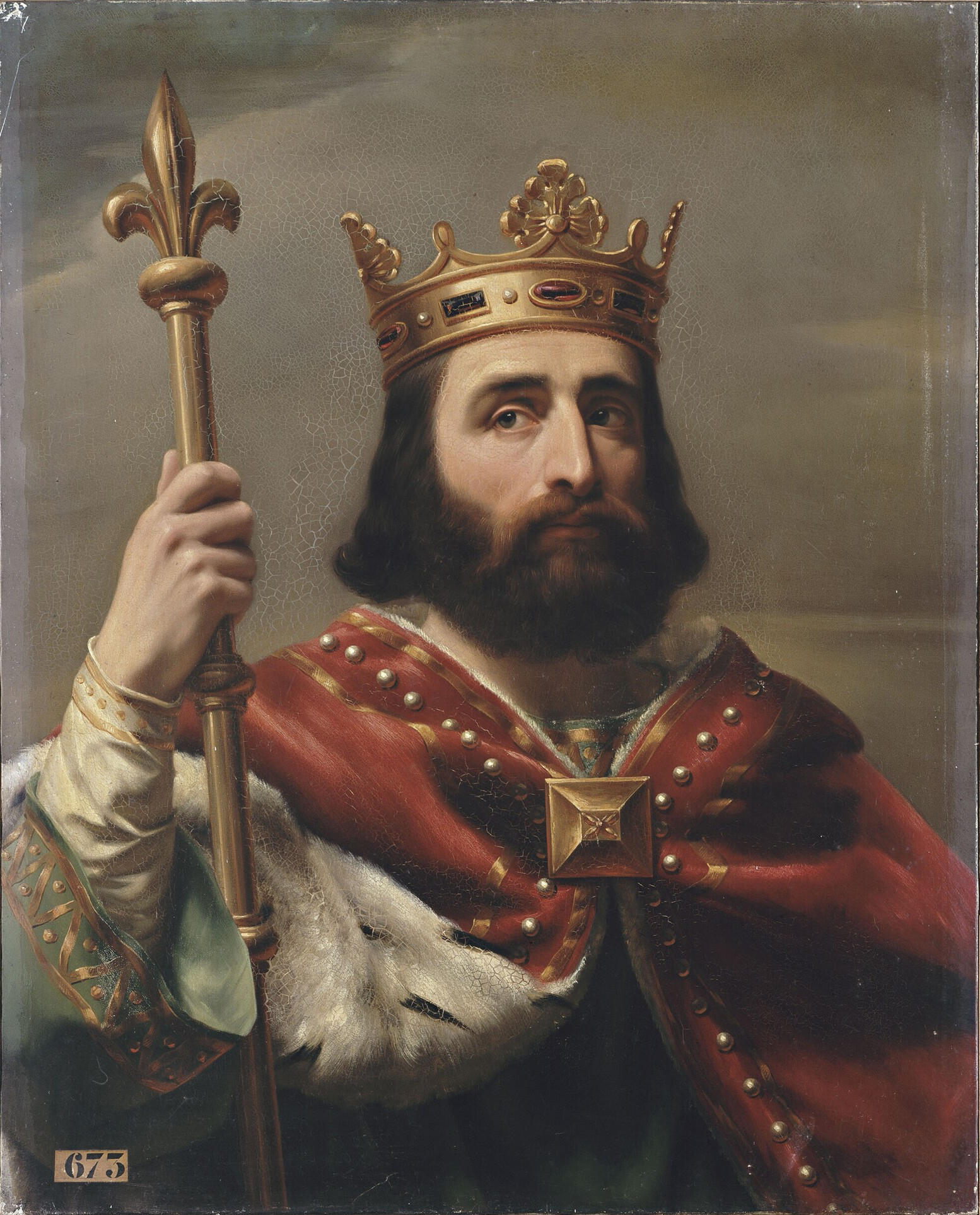
Pipino il Breve nell'interpretazione pittorica di Louis-Félix Amiel (ritratto commissionato da re Luigi Filippo per il museo storico di Versailles nel 1837)

#### Regno Franco
- 751: Childerico III viene deposto da Pipino il Breve, che prende il potere e diventa re dei franchi.
- 756: Pipino il Breve scende in Italia e libera Roma dall’assedio dei longobardi, per poi donare al papa numerosi territori, dando origine allo Stato Pontificio.
- 757: Pipino il Breve scambia doni con l’imperatore bizantino Costantino V, in segno di amicizia fra il regno franco e l’impero romano d’oriente.
- 758: Pipino il Breve si reca in Sassonia e con il suo esercito fece strage di Sassoni, domando la loro volontà di resistenza.

#### Regno Longobardo
- 755: Il re Astolfo viene sconfitto dal re franco Pipino il Breve, che lo costringe a ritirarsi a Pavia e a cercare condizione per la pace.
- 756: Astolfo torna alla carica assediando Roma tra gennaio e marzo, ma in aprile, quando gli archi alpini furono nuovamente valicabili, Pipino il Breve tornò in Italia sconfiggendo un’altra volta il re longobardo.
- 756: Morte di Astolfo. Rachis, suo fratello, raggiunge Pavia e ritorna re dei longobardi.
- 757: Il duca di Tuscia, Desiderio, marcia su Pavia e depone Rachis, prendendo il potere.

#### Impero romano d’Oriente
- 750: Astolfo inizia ad invadere l’Esarcato d’Italia dal nord, conquistando Comacchio e Ferrara.
- 751: L’esercito longobardo conquista l’Istria e subito dopo raggiunge Ravenna, ultimo baluardo del potere romano in Italia. I rimasugli dell’esercito bizantino, sconfitto, si ritirano. Cade l’Esarcato d’Italia.
- 753: Il Papa Stefano II entra in contatto con l’imperatore Costantino V, per convincerlo a liberare l’Italia dai longobardi, come fece Giustiniano con gli ostrogoti, ricevendo però una risposta negativa.
- 756 – Battaglia di Marcellae: Una spedizione congiunta dell'esercito e della flotta bizantina invade l'impero bulgaro. L'esercito bizantino prevale su quello bulgaro presso la fortezza di Marcellae (Markeli presso Karnobat).

#### Repubblica di Venezia
- 751: La fine dell’Esarcato d’Italia e la conquista di Ravenna da parte di Astolfo segna l’indipendenza definitiva della Repubblica di Venezia dall’impero bizantino.
- 755: Morte di Teodato. Galla viene eletto Doge. Sotto il suo regno i veneti tentarono di creare con il papa un’alleanza anti-longobarda, cosa però mai attuata.
- 756: Morte di Galla. Viene eletto Doge Domenico Monegario.

#### Spagna
- 754: Alfonso I delle Asturie conquista León e lo annette al Regno delle Asturie.
- 756: Nasce l’Emirato di Cordova nella Spagna Musulmana.
- 757: Fruela I il Crudele diventa re del Regno delle Asturie.

#### Califfato Omayyade

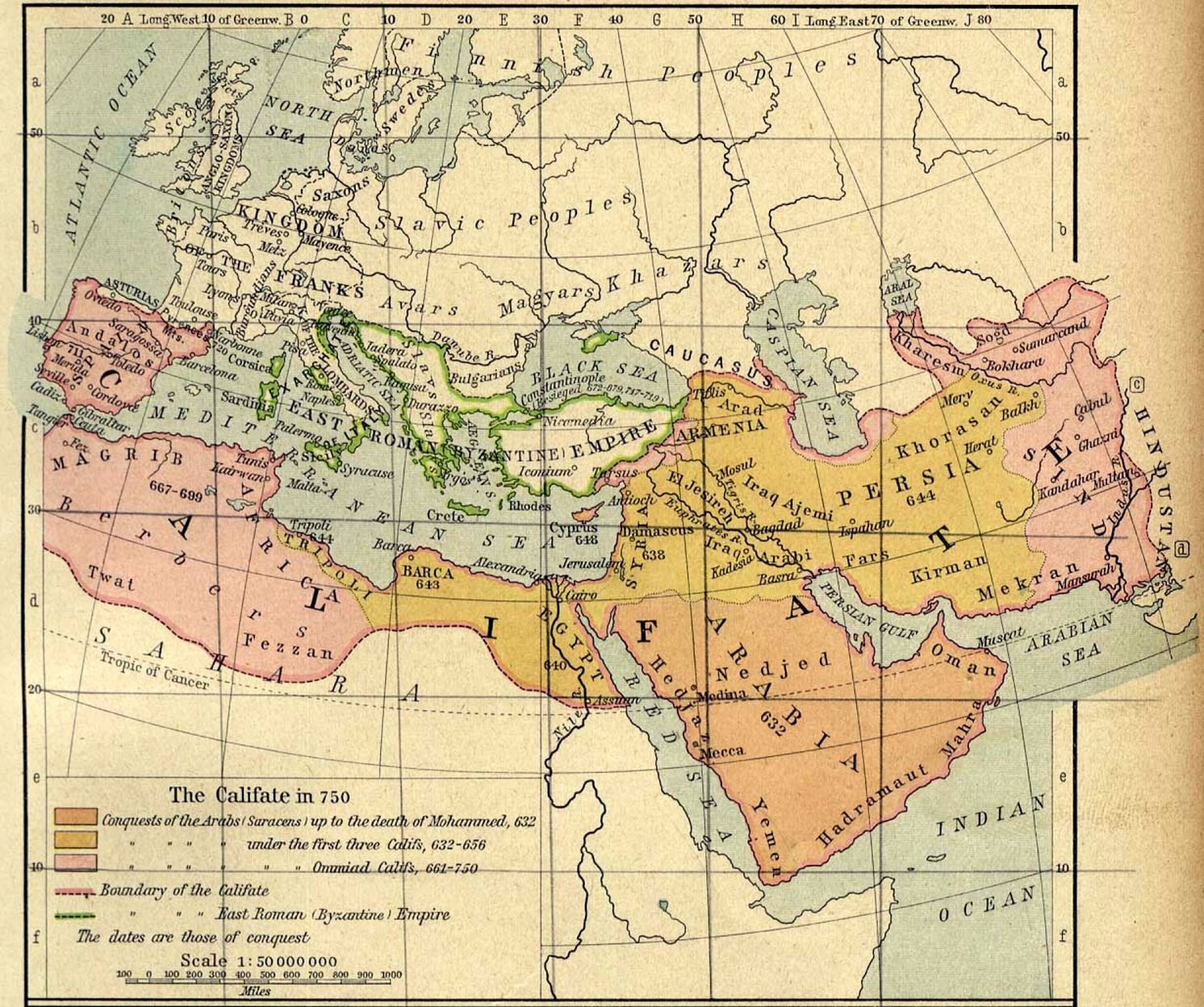
Califfato Omayyade (poi Abbaside) nel 750

- 750: Abū l-‛Abbās, detto al-Saffāḥ prende il potere. Finisce il Califfato Omayyade ed inizia il Califfato Abbaside.
- 750: Marwan II, l’ultimo califfo della dinastia Omayyade, fugge in Egitto, ma viene catturato e ucciso da dei sostenitori degli abbasidi.
- 751 – Battaglia del Talas: Iniziano i primi scontri con la Cina per il predominio sull’Asia Centrale.
- 752: Attacco a Siracusa.
- 754: Morte di Abū l-‛Abbās. Diventa califfo al-Mansur.
- 756: Abd al-Rahman I ibn Mu’awiya, membro della famiglia omayyade, conquista Cordova e viene proclamato emiro di al-Andalus. La Spagna Musulmana ottiene l’indipendenza dal Califfato Abbaside.

### Asia

#### Giappone
- 758: Junnin diventa imperatore.

### Altro

#### Religione
- 15 marzo 752: Muore Papa Zaccaria. Diventa papa Stefano II.
- 754: Astolfo è costretto da Pipino il Breve a donare al papa il Lazio e alcuni territori in Toscana, Campania e nella Pianura Padana.
- 756: Nasce lo Stato Pontificio.
- 29 aprile 757: Morte di Papa Stefano II. Diventa papa Paolo I.

## Personaggi
- Pipino il Breve, re dei franchi